# Chelonoidis hoodensis
La tartaruga gigante di Española (Chelonoidis hoodensis Van Denburgh, 1907) è una specie della famiglia Testudinidae, endemica dell'omonima isola dell'arcipelago delle Galápagos.

## Distribuzione e habitat
La specie è endemica dell'Isola Española (arcipelago delle Galápagos, Ecuador).

## Tassonomia
In passato questa entità era considerata una sottospecie di Chelonoidis nigra (C. nigra hoodensis) ma recenti studi genetici la hanno elevata al rango di specie a sé stante.

## Conservazione
La IUCN Red List classifica Chelonoidis hoodensis come specie in pericolo critico di estinzione (Critically Endangered).
Famoso è l'esemplare maschio adulto Diego, noto per aver salvato la sua specie dall'estinzione. Infatti grazie ad un programma di riproduzione in cattività, la popolazione di questa specie è passata da 14 esemplari adulti nel 1976 ad una popolazione di oltre 2.500 esemplari oggi, di cui 800 sono stati individuati come figli naturali di Diego.